# Arthur Okonkwo
Pour les articles homonymes, voir Okonkwo.
Arthur Okonkwo, né le 9 septembre 2001 à Londres, est un footballeur anglais qui joue au poste de gardien de but au Wrexham AFC.

## Biographie

### Carrière en club
Né à Londres en Angleterre, Arthur Okonkwo est formé à Arsenal qu'il a rejoint à seulement 8 ans,,, commençant sa carrière professionnelle en prêt avec le Crewe Alexandra FC en championnat d'Angleterre de quatrième division lors de la saison 2022-23. Il joue son premier match avec l'équipe première du club le 30 juillet 2022, lors d'une victoire 2-1 chez le Rochdale AFC.
Après 26 apparitions et dix clean sheets pour Crewe, Okonkwo est rappelé par Arsenal à la mi-janvier 2023.
Okonkwo est prêté dans la foulée au Sturm Graz en Championnat d'Autriche. Il y remporte la Coupe d'Autriche le 30 avril, le Sturm Graz battant le SK Rapid Wien 2-0 en finale.
Ensuite il est prêté au Wrexham AFC en 2023-24, retrouvant la League Two avec le club de Ryan Reynolds, où il prend la place de Ben Foster comme titulaire,. Il s'illustre au cours de la saison avec le club qui joue la promotion en troisième division,,.

### Carrière en sélection
Arthur Okonkwo est international junior avec l'Angleterre, jusqu'aux moins de 18 ans,, avant d'ensuite opter pour la sélection nigériane,.

## Statistiques

### En club
| Saison                | Club                   | Championnat           | Championnat | Championnat | Coupe nationale | Coupe nationale | Coupe de la Ligue | Coupe de la Ligue | Total | Total |
| Saison                | Club                   | Division              | M.          | B.          | M.              | B.              | M.                | B.                | M.    | B.    |
| 2022-2023             | Crewe Alexandra (prêt) | League Two            | 23          | 0           | 2               | 1               | 1                 | 0                 | 26    | 1     |
| 2022-2023             | Sturm Graz (prêt)      | Bundesliga            | 15          | 0           | 3               | 0               | -                 | -                 | 18    | 0     |
| 2023-2024             | Wrexham AFC (prêt)     | League Two            | 36          | 0           | 3               | 0               | 1                 | 0                 | 40    | 0     |
| 2024-2025             | Wrexham AFC            | League One            | 33          | 0           | 1               | 0               | 3                 | 0                 | 37    | 0     |
| Sous-total            | Sous-total             | Sous-total            | 69          | 0           | 4               | 0               | 4                 | 0                 | 77    | 0     |
| Total sur la carrière | Total sur la carrière  | Total sur la carrière | 107         | 0           | 9               | 0               | 5                 | 0                 | 121   | 0     |

## Palmarès
SK Sturm Graz
- Coupe d'Autriche
  - Champion en 2022-2023

 Wrexham
- quatrième division d'Angleterre
  - Vice-champion en 2023-24

### Distinctions personnelles
- Membre de l'équipe-type de EFL League Two en 2024 (EFL)[19].